# Писклово
Писклово — село в Еткульском районе Челябинской области. Административный центр Пискловского сельского поселения.

## История
Образовано в 1803 году как село Буташское. Основатели, переселенцы из Пермской губернии. В 1826 году здесь поселились однодворцы из деревни Писклово Чуйковской волости Курской губернии, в связи с чем село впоследствии стало называться Пискловым.

## География
Село расположено на западном берегу озера Буташ. Расстояние до районного центра села Еткуль 43 км.

## Население
| 2002 | 2010 |
| ---- | ---- |
| 660  | ↗691 |

По данным Всероссийской переписи, в 2010 году численность населения села составляла 691 человек (334 мужчины и 357 женщин).

## Улицы
Уличная сеть села состоит из 7 улиц.